# 기아 커넥트

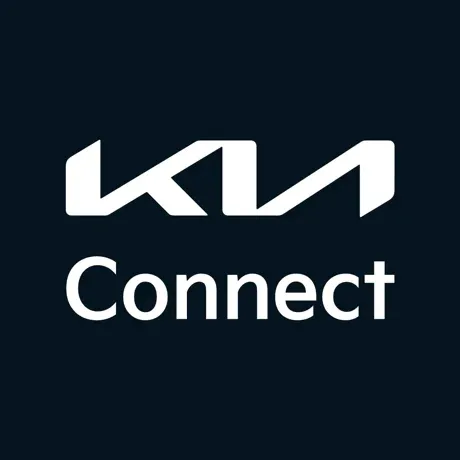

기아 커넥트(구 UVO eServices)는 기아가일부 차량에 제공하는 유료 구독형 OEM 인포테인먼트 및 텔레매틱스 서비스이다. 이 시스템을 통해 사용자는 음성 명령을 사용하여 스마트폰에서 핸즈프리 통화, 음악 스트리밍, POI 탐색 및 차량 진단을 수행할 수 있다.
통합 차량 내 통신 및 엔터테인먼트 시스템은 기아 자동차 및 기타 타사 개발자가 개발했다.

## UVO 제공 차량
일부 모델에서 UVO는 모든 트림 레벨에서 사용 가능한 것은 아니다.
- 기아 K9: 2015년~
- 기아 카니발: 2015년~
- 기아 K7: 2014년~
- 기아 쏘울: 2011년~
- 기아 쏘렌토: 2011년~
- 기아 K5: 2011년~
- 기아 K5 하이브리드: 2011년~
- 기아 포르테: 2017년~
- 기아 스포티지: 2011년~
- 기아 리오: 2011년~
- 기아 카니발: 2015년~
- 기아 니로: 2017년~
- 기아 스팅어: 2018년~
- 기아 텔루라이드: 2020년~
- 기아 셀토스: 2021년~

인도
- 기아 쏘넷: 2020년~
- 기아 카렌스: 2022년~